# Megamelanus lautus
Megamelanus lautus är en insektsart som beskrevs av Metcalf 1923. Megamelanus lautus ingår i släktet Megamelanus och familjen sporrstritar. Inga underarter finns listade i Catalogue of Life.